# Georghausen
Die Ortschaft Georghausen ist ein Ortsteil der Gemeinde Lindlar, Oberbergischer Kreis in Nordrhein-Westfalen.

## Lage und Beschreibung
Georghausen liegt westlich von Lindlar im Sülztal in der Nähe der Landesstraße 284, die von Hommerich nach Brombach (Overath) führt. Der Wohnplatz Georghausen ist durch eine gleichnamige Straße von der Landesstraße L284 erreichbar. Nachbarortschaften sind Offermannsheide, Schmitzhöhe und Welzen.

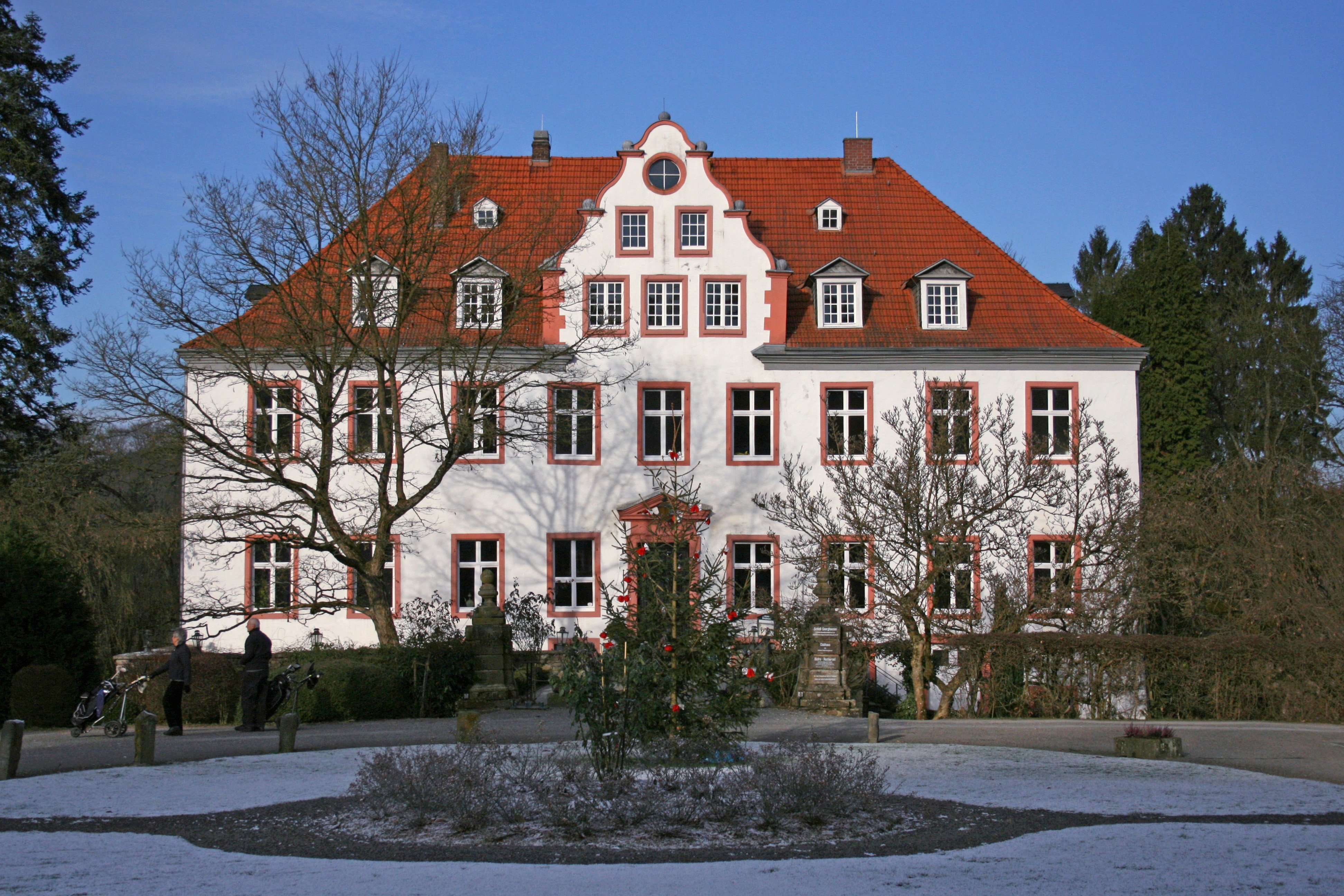
Schloss Georghausen

## Geschichte
1466 wurde sowohl der Ort als auch das Schloss Georghausen als Burg Georghausen und die dazugehörige Mühle das erste Mal als Georghausen urkundlich erwähnt. In der Urkunde wird der Erwerb und der Bau des Hauses Georghausen erwähnt, was jedoch schon vor diesem Zeitpunkt stattgefunden haben muss.
Georghausen war ein landesherrliches Lehen im Amt Steinbach, auf dem das Amt des Rentmeisters ausgeübt wurde. Dem Rentmeister unterstanden außer dem Herrensitz Georghausen Höfe in Hohkeppel, Vellingen, Luttersiefen, Berghausen, Klefhause, Halfenslennefe, Herkenhähn, Oeldorf, Engeldorf und Klef bei Overath.
1490/91 wurde eine neue Zugbrücke für die Wasserburg gebaut und um 1500 wurde das Haus, das ein Schieferdach trug, erweitert. Ferner wurde erwähnt, dass sich in Georghausen eine Burgkapelle befand.
Von 1778 bis 1789 gehörte Georghausen der Zisterzienserabtei Düsselthal.
Die Topographia Ducatus Montani des Erich Philipp Ploennies, Blatt Amt Steinbach, belegt, dass der Wohnplatz 1715 als Gorghusen als Adelich haus beschriftet ist. Carl Friedrich von Wiebeking benennt die Hofschaft auf seiner Charte des Herzogthums Berg 1789 als Georghausen. Aus ihr geht hervor, dass der Ort zu dieser Zeit Teil der Honschaft Tüschen im Kirchspiel Hohkeppel war.
Der Ort ist auf der Topographischen Aufnahme der Rheinlande von 1817 als Georghausen verzeichnet. Die Preußische Uraufnahme von 1845 zeigt den Wohnplatz ebenso unter dem Namen Georghausen. Ab der Preußischen Neuaufnahme von 1892 ist der Ort auf Messtischblättern regelmäßig als Georghausen verzeichnet.
1822 lebten 41 Menschen im als Rittersitz und Fruchtmühle kategorisierten Ort, der nach dem Zusammenbruch der napoleonischen Administration und deren Ablösung zur Gemeine Hohkeppel der Bürgermeisterei Engelskirchen im Kreis Wipperfürth gehörte. 1830 wurde in der Topographisch-statistischen Beschreibung der Königlich Preußischen Rheinprovinz vermerkt, der Rittersitz Georghausen habe eine Mühle und 56 Einwohner. Der 1845 laut der Uebersicht des Regierungs-Bezirks Cöln als Rittersitz, Frucht- und Oel-Mühle kategorisierte Ort besaß zu dieser Zeit drei Wohngebäude mit 24 Einwohnern, alle katholischen Bekenntnisses.
Die Gemeinde- und Gutbezirksstatistik der Rheinprovinz führt Gut Georghausen 1871 mit einem Wohnhaus und 16 Einwohnern auf. Im Gemeindelexikon für die Provinz Rheinland von 1888 werden für Georghausen zwei Wohnhäuser mit 16 Einwohnern angegeben. 1895 besitzt der Ort zwei Wohnhäuser mit 16 Einwohnern, 1905 werden X Wohnhäuser und X Einwohner angegeben.
Das steinerne Standbild des Hl. Johann von Nepomuk wurde 1904 von Drensteinfurt nach Georghausen gebracht und steht seither bei der Georghausener Mühle auf der Brücke. Seit 1951 dient die Burganlage als Restaurant und Clubheim einer Golfanlage.
Aufgrund § 10 und § 14 des Köln-Gesetzes wurde 1975 die Gemeinde Hohkeppel aufgelöst und umfangreiche Teile in Lindlar eingemeindet. Darunter auch Georghausen.
Sehenswert ist die denkmalgeschützte Alte Schlossmühle.

### Die Georghausener Mühle
Die Georghausener Mühle, auch Ölsiefenermühle genannt, war eine Getreide-, Knochen-, Öl- und Sägemühle an der Sülz und war Teil der Gutsanlage Georghausens. Das Adressbuch von 1834 nennt einen Th. von Fürstenberg als Frucht-, Oehlmühlen- und Gutsbesitzer. Ein kurzzeitiger Betrieb einer Knochenstampfe ist ab 1869 belegt, die Sägemühle war ab 1894 parallel zu dem Malbetrieb in Betrieb.
Im noch gut erhaltenen Mühlengebäude sind noch als technische Einrichtungen ein Mahlgang mit querliegendem Getriebe und eine später eingebaute Francis-Turbine vorhanden. Von der Zeit der Mühlennutzung zeugen ebenfalls noch Mühlsteine im Gartenbereich und Reste des Untergrabens.

## Verkehr

### Eisenbahn
Auf der Bahnstrecke Köln-Mülheim–Lindlar erfolgte 1912 die Freigabe der Teilstrecke von Immekeppel nach Lindlar. Zu dieser Zeit fuhren die Züge nach Lindlar weiter, ohne in Georghausen zu halten. Während des Zweiten Weltkriegs kamen Flüchtlinge aus Köln, die sich um eine Haltestelle in ihrer neuen Heimat bemühten. Das führte dazu, dass in Georghausen 1943 ein Haltepunkt eingerichtet wurde, der bis zur Stilllegung der Strecke erhalten blieb. Die Eisenbahn kreuzte die Straße vor den Fachwerkhäusern, Fahrkarten  konnte man in der Mühle kaufen.

### Buslinien
Haltestelle Georghausen:
- VRS (OVAG) Linie 335 Scheel – Frielingsdorf – Lindlar – Linde – Biesfeld – Bergisch Gladbach
- VRS (KWS) Linie 401 Industriegebiet Klause – Lindlar – Schmitzhöhe – Kürten Schulzentrum
- VRS (KWS) Linie 408 Kürten – Offermannsheide – Biesfeld – Kürten